# Grönlandi kutya
A grönlandi kutya (dánul:  Grønlandshund) erős testfelépítésű szánhúzó kutya, mely a sarki farkas közeli rokonának tekinthető.

## Jellemzői

### Teste
A grönlandi kutya erős teste nagy kitartást sejtet. Törzsének hossza valamivel nagyobb, mint a marmagassága. A teste erős, és izmos, a mellkasa széles, a háta vízszintes és egyenes, a lágyéka pedig széles. A far enyhén lejt. Igen vastag, magasan tűzött farkát a háta fölé borítva görbítve tartja. Lábai egyenesek, vastag csontokkal és erős izmokkal. Könyöke a test közelében van, de teljesen szabadon mozoghat. Hátsó lábain csak enyhén rajzolódnak ki az ízületek. Mancsai kör alakúak, viszonylag vaskosak és erősek. Nyaka erős és eléggé rövid.

### Feje
A grönlandi kutya széles, kissé boltozatos koponyája határozott - de nem eltúlzott - stop található. Az orrnyereg tökéletesen egyenes. Az ék alakú arcorri rész az orr hegye fölé keskenyedik, de azért nem lehet " csőszerű ". Ajkai vékonyak. Háromszögletű, felálló fülei meglehetősen kicsik, s a végük lekerekített.  Szemei kissé ferde metszésűek, és nem mélyen ülők, sem kidülledők nem lehetnek. A grönlandi kutyának erős, ollószerű harapása van.

### Marmagassága
A kanok marmagassága legalább 60 centi, a szukáké 55 centi. Felső mérethatár nincs megadva.

### Szőrzete
A grönlandi kutya szőrzete kettős. A sűrű és puha aljszőrzet fölött sűrű, egyenes és durva fedőszőrzet húzódik. A szőrszálak nem göndörödnek, de, még csak nem is hullámosak. A farok alsó oldalán sűrűbb és hosszabb szőrzet fejlődik.

### Színei
Ennél a fajtánál az albínói kivételével minden szín és színkombináció elfogadható. Orra fekete, de télen hússzínűvé változhat. A sötét szem az ideális, bár a világosabb szőrzetű egyedéknél a szemvilágosabb lehet.

## Vérmérséklete

### Jelleme
A grönlandi kutya igazi ősi típusú sarki kutya, és a vérmérséklete is ennek megfelelő. Társnak nem különösebben alkalmas, egyszerűen nem olyan a természete. Magabiztos és nyugodt, kiegyensúlyozott, független és önfejű, emellett józan, igénytelen, nem kíméli magát, és domináns jellemű. Társkedvelő állat, rosszul érzi magát, ha egyedül kell maradnia. Ritkán ugat, de annál többet vonyít. Ennek a kutyának hihetetlen mennyiségű energiája van, és elképesztő kitartása.

### Társas viselkedése
Nem szereti, ha egyedül hagyják. Aki ilyen kutyára vágyik, annak legalább kettőt, de célszerű többet beszerezni. Ezek aztán remekül éldegélnek együtt egy szabadtéri kifutóban. A falkájukon kívüli kutyákkal domináns módon viselkedhetnek. A grönlandi kutya erős vadászösztöne miatt általában nem jön ki jól a macskákkal és egyéb háziállattal. A család barátait és az idegeneket egyaránt szilaj lelkesedéssel üdvözli - s ezt gyakran izgatott vonyítással kíséri. Nagyságával és megjelenésével elriasztja a betolakodókat, de valójában nem alkalmas házőrző kutyának.

## Általános gondozási tudnivalók

### Szőrzetápolási igényei
A gondozás mennyisége függ az adott vidék éghajlatától és a kutya tartásának módjától. A hűvösebb vidékeken, a szabadban tartott grönlandi kutya szőrzete alig igényel törődést, míg a melegebb éghajlaton élő, vagy lakásba gyakran bejáró társát rendszeresen át kell kefélni, fésülni. A vedlési időszakban a kétsoros, fémfogú fésű a legalkalmasabb eszköz arra, hogy eltávolítsa az aljszőrzet kihulló, régi szálait.

### Tanítása
A grönlandi kutyát elég nehéz engedelmességre nevelni, mivel önfejű, domináns, független természetű. Gazdáját ugyan nagyon szereti, de általában inkább saját ösztöneire hallgat. Sok-sok türelem és megértés kell ahhoz, hogy megtanítsák az alapokra, de a gazdája így sem számíthat túl sokra. A grönlandi kutya elsősorban szánhúzó, amelyet azért tenyésztettek ki, hogy zord éghajlaton is képes legyen dolgozni - tehát nem családi kutya.

### Mozgásigénye
Nyilvánvaló, hogy a grönlandi kutyának sok mozgásra van szüksége. Ennek a fajta számára legjobb formája az, ha lehetőséget kap egy szán, vagy egy kis kerekes kocsi vontatására. Ha valaki nem tud erről gondoskodni, az inkább nézzen másik fajta után. A grönlandi kutya általában túl erős ahhoz, hogy gazdájával tartson egy kis kerékpáros sétálásra - könnyen fel tudná borítani a biciklist. A késztetés az órákig való gyaloglásra nagyon erős benne, és hatalmas távolságokat tud megtenni. Ha alkalma adódik rá - mondjuk a kerítés hibája miatt -, szívesen elszökik, és ilyenkor napokig távol maradhat. Ugyan ezért nem tanácsos póráz nélkül sétáltatni sem.

### Alkalmazásai
A fajta nagyszerű teljesítményre képes a szánhúzásban, ezért aki ilyen célra szeretné használni kutyáját, annak ő az ideális választás. Meleg időben nem szabad dolgoztatni - és a grönlandi kutya esetében a 15 fok feletti hőmérséklet már melegnek számít!